# Выдержка (фото)
Вы́держка — интервал времени, в течение которого свет экспонирует участок светочувствительного материала или светочувствительной матрицы. Одна из двух составляющих экспозиции, вторая из которых — освещённость — регулируется диафрагмой.

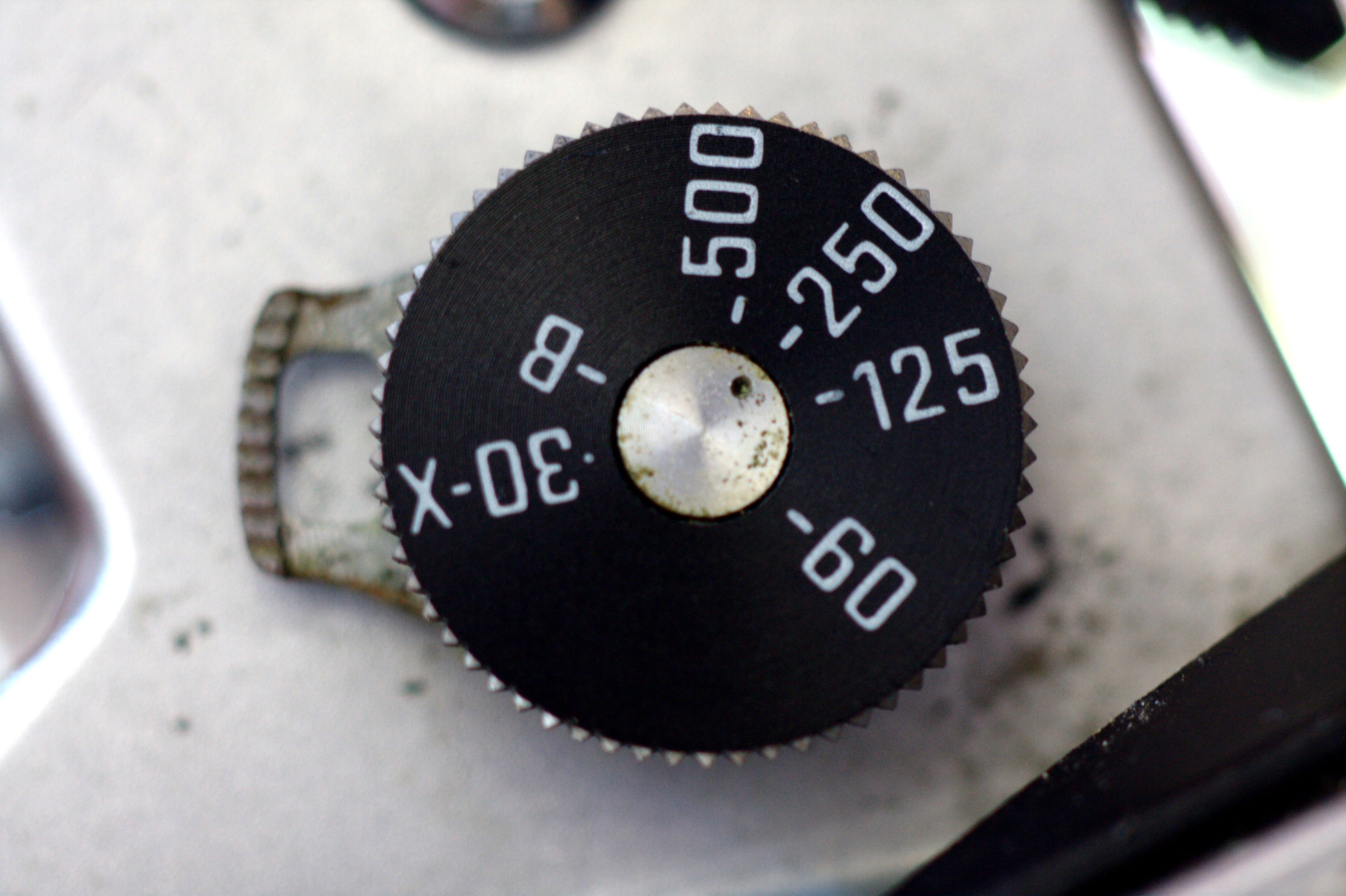
Головка установки выдержек фотоаппарата «Зенит-Е»

## Регулировка выдержки
В первых фотоаппаратах выдержка регулировалась крышкой объектива: при её снятии выдержка начиналась, а после надевания — заканчивалась. При фотопечати время выдержки задаётся включением и выключением лампы фотоувеличителя или копировального станка. В современной фото- и кинотехнике регулирование выдержки происходит при помощи фотографического затвора или его кинематографической разновидности — обтюратора. Полупроводниковые матрицы не требуют физического перекрытия света для окончания экспозиции, поэтому видеокамеры и простейшие цифровые фотоаппараты для регулировки выдержки используют ограничение времени считывания заряда с элементов (электронный затвор) и не нуждаются в механическом затворе. Однако для предотвращения артефактов КМОП-матриц цифровые фотоаппараты и некоторые цифровые кинокамеры оснащаются механическим затвором, осуществляющим физическое перекрытие света.

## Шкала выдержек
В затворах современных фотоаппаратов используется стандартная шкала выдержек в долях секунды, причем для коротких выдержек (меньше 1 секунды) числитель опускается, и выдержка описывается знаменателем:

Различные выдержки дают различный эффект при фотографировании движущейся воды (примерная выдержка указана внизу снимков)

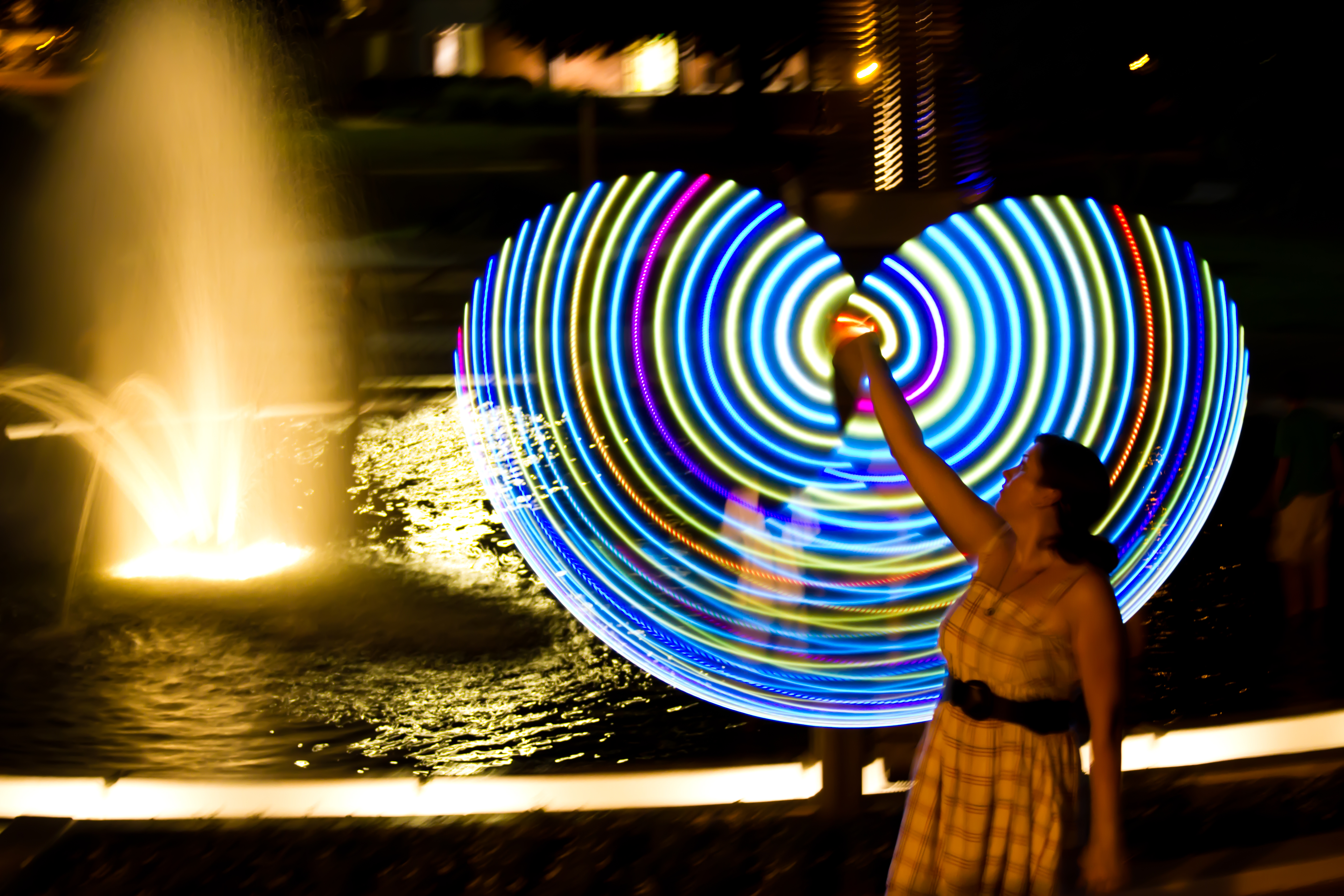
Фотография, сделанная с длительной выдержкой

- 32000 (1/32000 с) — некоторые камеры Fujifilm в режиме электронного затвора[4]
- 16000 (1/16000 c) — достигается только в некоторых цифровых камерах (например в Nikon D1, D1H, D1X, Canon EOS-1D, в камерах серии Nikon 1)
- 8000 (1/8000 c) — типичная кратчайшая выдержка для современных профессиональных цифровых зеркальных камер
- 4000 (1/4000 c) — типичная кратчайшая выдержка для современных любительских цифровых зеркальных камер
- 2000 (1/2000 c)
- 1000 (1/1000 c)
- 500 (1/500 с)
- 250 (1/250 с)
- 125 (1/125 с)
- 60 (1/60 с)
- 30 (1/30 с)
- 15 (1/15 с)
- 8 (1/8 с)
- 4 (1/4 с)
- 2 (1/2 с)
- 1 с
- 2 с

…
Такое построение шкалы пришло на смену более раннему, в котором применялись дроби, кратные 100. Например, 1/25, 1/50, 1/100 — такую шкалу в СССР имели все фотоаппараты до введения нового ГОСТ 3268-57. Построение ряда выдержек соответствует международному стандарту, принятому в 1957 году на Стокгольмской конференции ИСО TK42. Можно встретить камеры одной модели разных годов выпуска до и после принятия стандарта, шкалы которых откалиброваны в разных системах. Независимо от используемых чисел, шкала выдержек строится по логарифмическому принципу, когда каждое значение отличается от соседнего в два раза.
Современные фотоаппараты с электронной отработкой выдержек имеют на электронной «шкале» дробные значения, обозначающие промежуточные выдержки между стандартными. Например, между 1/30 и 1/60 могут быть 1/40 и 1/50, соответствующие изменению экспозиции на 1/3 ступени. Кроме того, на шкалах выдержек встречаются такие значения:
- B — «Bulb» — ручная выдержка — затвор открыт до тех пор, пока нажата кнопка спуска затвора[* 1];
- Д — «длительная» выдержка — существовала на шкалах выдержек некоторых фотоаппаратов до конца 50-х годов, обозначая открытие и закрытие затвора отдельными нажатиями спусковой кнопки. В фотоаппаратах иностранных производителей этот режим обозначается буквой T (англ. Time).

## Значение выдержки в фотографии
Чем короче выдержка, тем меньше экспозиция при фиксированном относительном отверстии диафрагмы, и тем темнее получается фотография. Для сохранения экспозиции неизменной необходимо повышать чувствительность или открывать диафрагму.
Кроме экспозиции, выдержка влияет на фиксацию движущихся объектов: длинные выдержки (обычно более 1/30 с) позволяют добиться эффекта «видимого движения», при котором объект превращается в размытые полосы. Короткие выдержки (обычно короче 1/500 с) дают «стоп-кадр», чётко фиксируя конкретную фазу движения снимаемого объекта. Если мощность излучения за время экспозиции переменна, то различают полную выдержку и эффективную. Эффективная выдержка часто меньше полной и выражает фактическое количество света, пропущенное фотозатвором, с учётом всех изменений его интенсивности за это время. Если изменение освещённости на слое связано с особенностями работы применяемого затвора, то отношение эффективной выдержки к полной отражает коэффициент полезного действия затвора.
Произведение выдержки на освещённость называется экспозицией или количеством освещения. Одна и та же экспозиция может давать несколько различный фотографический эффект в зависимости от выдержки. Подобное фотохимическое явление называется отклонением от закона взаимозаместимости или эффектом Шварцшильда. В наибольшей степени этот эффект проявляется при длительных выдержках и может приводить к нарушению цветового баланса многослойных фотоплёнок вследствие неравномерности проявления эффекта в разных слоях. Полупроводниковые матрицы подвержены эффекту Шварцшильда в меньшей степени, чем фотоэмульсия.

## Временной параллакс
Если доступ света начинается и прекращается одновременно по всему полю изображения (например, в случае апертурного затвора), все изображение экспонируется одновременно. При использовании фокального шторного-щелевого затвора или обтюратора свет на разные точки изображения попадает в разные отрезки времени, поскольку экспонирование происходит при помощи движущейся щели, которая в некоторых случаях значительно меньше размера всего кадра. Например, в фотоаппаратах «ФЭД», «Зоркий», «Зенит» применяется шторный затвор, который при коротких выдержках (1/60, 1/125, 1/250, 1/500, 1/1000) перемещает за 1/30 секунды вдоль кадра щель, составляющую 1/2, 1/4, 1/8, 1/16 и 1/32 ширины кадра соответственно. При этом правая часть кадра экспонируется позже левой на 1/30 секунды. Это может приводить к эффекту временно́го параллакса, который проявляется в искажении формы быстродвижущихся объектов.
Явление временно́го параллакса тем заметнее, чем больше разница между выдержкой и полным временем срабатывания затвора. При съёмке движущегося объекта, движение которого совпадает с направлением движения щели затвора, его изображение будет длиннее, чем если бы он был неподвижен. При обратной ситуации получится укороченное изображение того же объекта, двигавшегося против движения затвора.
При киносъёмке искажение формы движущихся объектов наиболее заметно при малых углах раскрытия обтюратора, когда ширина щели становится меньше размеров кадрового окна.

## Синхронизация со вспышкой
При фотографировании с использованием вспышки и апертурных (центральных) типов затвора съёмка может происходить на любой выдержке. При использовании фокального шторно-щелевого затвора минимальная выдержка, при которой возможна синхронизация со вспышкой, может составлять 1/30 секунды, потому что некоторые типы таких затворов при более коротких выдержках экспонируют кадр щелью с шириной, меньшей, чем кадровое окно.
В этом случае при срабатывании вспышки ею будет экспонирована лишь часть кадра. Минимальная выдержка, при которой возможно использование вспышки, является одной из важнейших характеристик затворов, и во времена пленочной фотографии конкуренция производителей фототехники шла в том числе по этому параметру. Многие фотоаппараты, оснащённые затворами с горизонтальным движением шторок, обладали синхронизацией на 1/30 — 1/60 секунды. Подавляющее большинство современных шторно-щелевых затворов имеют вертикальный ход шторок вдоль короткой стороны кадра и минимальную выдержку синхронизации 1/200—1/250 секунды. Затворы профессиональных камер могут допускать синхронизацию на выдержках до 1/300 секунды. При работе в программном режиме современные фотоаппараты автоматически устанавливают выдержки не короче 1/250 с при включённой вспышке. Современные фотовспышки также оснащаются режимом так называемого «растянутого импульса» (режим FP, англ. Focal Plane), в котором возможна съёмка с любой выдержкой, поскольку вспышка излучает свет в течение всего времени срабатывания затвора. Однако в этом случае световая энергия вспышки меньше, чем при одиночном импульсе.

## Зависимость изображения от выдержки
На заре фотографии, когда светочувствительность фотоэмульсий была низкой, применялись длинные выдержки, исчислявшиеся минутами. Это вынуждало использовать штативы и специальные приспособления для фиксации головы портретируемых людей — копфгалтеры, поскольку человек не способен сидеть абсолютно неподвижно длительное время. При длинной выдержке происходит смазывание изображения и потеря детализации. При съёмке многолюдной улицы со штатива с выдержкой в несколько минут на снимке она окажется совершенно пустой.
С ростом светочувствительности фотоматериалов и светосилы объективов стали возможны моментальные выдержки, не превышающие 1/8 — 1/15 секунды. Однако съёмка «с рук», то есть без использования штатива, стала возможна только при достижении выдержек в 1/30 — 1/60 секунды. Выдержки длиннее 1/30 с часто приводят к эффекту «шевелёнки», появляющемуся из-за тремора рук фотографа. Фотографии при этом получаются размытыми. При фотографировании статичных объектов от «шевелёнки» можно избавиться, используя штатив или, до определённой степени, специальные объективы со стабилизацией изображения. При съёмке «с рук» фотоаппаратом и объективом, не оснащенными стабилизаторами, для предотвращения «шевелёнки» следует соблюдать эмпирическое правило: знаменатель выдержки должен быть не меньше числового значения эквивалентного фокусного расстояния объектива в миллиметрах, приведённого к 35-мм плёнке. Так, снимая объективом «Юпитер-37А» на 35-мм плёнку с фокусным расстоянием 135 мм, следует выставлять выдержку не длиннее 1/250 с, чтобы быть уверенным в полученном результате. При применении объектива ЗМ-5А (фокусное расстояние 500 мм) на цифровом аппарате с матрицей APS-C получаем эквивалентное фокусное расстояние 750 мм и необходимую выдержку не длиннее 1/1000 с. Эти значения являются усреднёнными и индивидуальны для каждого фотографа и съёмочной ситуации, однако в большинстве случаев соответствуют действительности.
Съёмка на длинных выдержках может давать на снимке интересные эффекты. Например, при съёмке ночного неба с выдержкой 2—3 часа становится видимым суточное движение звёзд, которые получаются в виде отрезков дуг. Длинные выдержки применяются при съёмке фейерверков, фонтанов, водопадов и других объектов, в которых требуется подчеркнуть движение. В большинстве таких случаев достаточны выдержки не короче 1/4 секунды. Интересные эффекты возможны при сочетании использования вспышки и длинной выдержки. При этом в кадре совмещаются смазанное изображение, даваемое затвором и резкое изображение от вспышки. В астрофотографии длительная выдержка в сочетании с автоматической системой компенсации суточного вращения Земли (гидированием) применяется для регистрации небесных объектов с малой светимостью. В 2004 году космическим телескопом «Хаббл» был сфотографирован участок неба (Hubble Ultra Deep Field) с эффективной выдержкой около 106 секунд (11,3 суток), что позволило продолжить изучение отдалённых галактик вплоть до эпохи образования первых звёзд.

Выдержки короче 1/250 секунды используются в репортажной съёмке, когда необходимо резкое изображение движущихся объектов. Особенно короткие выдержки требуются при съёмке спортивных соревнований, когда требуется «заморозка» движения. Специальные короткие выдержки применяются для съёмок физических экспериментов — они могут составлять менее 1/1 000 000 секунды. Однако механические затворы не могут обеспечить таких коротких выдержек, и для специальных видов съёмки применяются специальные вспышки с коротким импульсом. Также сверхкороткие выдержки применяются при сверхскоростной киносъёмке с частотой, превышающей несколько тысяч кадров в секунду. Более короткие выдержки требуют полностью открытой диафрагмы, хорошего освещения и высокочувствительной плёнки или матрицы.
Вид изображения, получаемого киносъёмочным аппаратом, также зависит от выдержки, которая регулируется углом раскрытия обтюратора.
При малой выдержке движение предметов на киноэкране начинает казаться дробным. Особенно это заметно за счёт усиления стробоскопического эффекта, когда колёса повозки вращаются в обратную сторону. Уменьшение этого эффекта, а также повышение естественности движения достигается увеличением выдержки, которая при нормальной частоте киносъёмки в 24 кадра в секунду не должна быть короче 1/50 секунды, что примерно соответствует 170° угла раскрытия обтюратора.

## Вращение головки выдержек
Выдержка центральных затворов регулируется кольцом со шкалой. У фокальных затворов для этой же цели устанавливается специальная головка, связанная с механизмом. В наиболее распространённых в первой половине XX века фокальных затворах типа Leica эта головка вращалась вместе с барабанами шторок при их взводе и срабатывании. Такая конструкция была наиболее простой и надёжной, однако шкала выдержек оставалась неравномерной, поскольку соответствовала соотношению размеров экспонирующей щели на разных выдержках. В середине 1950-х годов в мировом фотоаппаратостроении наметилась тенденция к автоматизации съёмочных операций, одним из путей которой стало внедрение шкал экспозиционных чисел, изобретённых немецким конструктором Фридрихом Декелем в 1954 году. Этот принцип, требующий равномерности шкал выдержки, был впервые реализован в центральном затворе Synchro Compur, представленном на выставке Photokina 1954 года. Он допускал взаимную фиксацию колец выдержек и диафрагм, а также упрощал их механическое сопряжение с приставными экспонометрами, быстро входившими в употребление.
Шторный затвор с невращающейся в момент экспозиции головкой выдержек и равномерной шкалой впервые сконструирован Зигфридом Бёмом и использован в зеркальном фотоаппарате Praktina в 1952 году. Следующими стали дальномерные фотоаппараты Leica M3 (1954) и Nikon SP (1957). Такая конструкция исключила случайное торможение шторок при касании головки пальцами, сделав доступным механическое сопряжение с приставными экспонометрами. Головка вращалась только при переключении выдержек, оставаясь неподвижной всё остальное время. Это позволило легко передавать значение установленной выдержки в экспонометр при помощи поворотного реостата. Без такого сопряжения невозможна реализация полуавтоматического, и тем более автоматического управления экспозицией. В СССР такая конструкция механизма регулировки выдержек впервые использована в 1965 году в фотоаппарате «Киев-10». Через 2 года аналогичный привод переключения использован в камере «Зенит-7».